# Miagrammopes coreensis
Miagrammopes coreensis es una especie de araña araneomorfa del género Miagrammopes, familia Uloboridae. Fue descrita científicamente por Yamaguchi en 1953.
Habita en Corea y Japón.